# Meliboeus cyaneus
Meliboeus cyaneus es una especie de escarabajo del género Meliboeus, familia Buprestidae. Fue descrita científicamente por Ballion en 1870.